# Añover de Tajo (kommunhuvudort)
Añover de Tajo är en kommunhuvudort i Spanien.   Den ligger i provinsen Toledo och regionen Kastilien-La Mancha, i den centrala delen av landet, 50 km söder om huvudstaden Madrid. Añover de Tajo ligger 598 meter över havet och antalet invånare är 5 075.
Terrängen runt Añover de Tajo är platt åt nordväst, men åt sydost är den kuperad. Añover de Tajo ligger uppe på en höjd. Runt Añover de Tajo är det ganska tätbefolkat, med 96 invånare per kvadratkilometer. Närmaste större samhälle är Aranjuez, 14,7 km öster om Añover de Tajo. Trakten runt Añover de Tajo består till största delen av jordbruksmark.